# Computerassistierte Detektion
Computerassistierte Detektion (computer-assisted detection, teilweise auch computer-aided diagnosis, kurz CAD) beschreibt ein Verfahren in der Medizin zur Unterstützung des Arztes bei der Interpretation von Untersuchungsergebnissen.
Bildgebende Verfahren in der Röntgendiagnostik liefern eine Fülle von Informationen, die vom Radiologen in kurzer Zeit umfassend analysiert und bewertet werden müssen. CAD-Systeme helfen dabei, digitale Bilddaten, zum Beispiel aus der Computertomographie, nach typischen Mustern abzusuchen und auffällige Bereiche (mögliche Erkrankungen) visuell hervorzuheben.
CAD ist eine relative junge interdisziplinäre Technologie und kombiniert Elemente aus der künstlichen Intelligenz und digitaler Bildprozessierung mit radiologischer Bildverarbeitung. Typisches Einsatzgebiet ist die Tumordiagnostik. Dabei unterstützt CAD die Vorsorgeuntersuchung in der Mammographie (Brustkrebsdiagnostik), die Erkennung von Polypen im Dickdarm und von Lungenkrebs.

## Nutzen
CAD-Systeme beschränken sich in der Regel darauf, auffällige Strukturen und Bereiche zu markieren. Ergänzend hierzu kommen computerassistierte Diagnose-Systeme (computer-assisted diagnosis – CADx) zur Anwendung. Hierbei wird zusätzlich eine Bewertung der auffälligen Strukturen vom System vorgenommen.
CAD in der Mammographie markiert beispielsweise Weichteilveränderung oder Mikrokalzifizierung in Röntgenbildern auf unterschiedliche Weise. Hieraus ergeben sich weitere Rückschlüsse zur Beschaffenheit der Pathologie. Eine weitere Form bildet CADq zur Quantifizierung z. B. von Tumorgröße oder dem Kontrastmittel-Aufnahmeverhalten von Tumoren.
Bei der Markierung von Auffälligkeiten kann und darf CAD den Mediziner nicht ersetzen und hat lediglich unterstützende Bedeutung. In jedem Fall obliegt die endgültige Bewertung und die Verantwortung für die gestellte Diagnose dem jeweiligen Arzt.
Mittlerweile gibt es bei der Bilderkennung mittels Deep Learning Fortschritte. Bilder, die durch Spezialisten klassifiziert wurden (z. B. in „krank/gesund“ oder „gutartig/bösartig“) werden als Trainings-Datensatz in ein Neuronales Netzwerk eingespeist, wobei oft 105 Datensätze nötig sind. Mit einem vom Trainingsset idealerweise unabhängigen Testdatensatz (engl. out-of-sample) und unabhängigen Spezialisten wird eine Bewertung durchgeführt.
Hier waren Computer assistierte Diagnose-Systeme unter Anwendung von Deep Learning oft gleichwertig oder besser als menschliche Spezialisten.

## Anwendungsgebiete
Neben der Diagnostik bei Brust- und Lungenkrebs sind weitere Anwendungsgebiete die Erkennung von Dickdarmkrebs und Prostatakrebs.

### Brustkrebs (Mammakarzinom)
Das Hauptanwendungsgebiet liegt in der Mammographie (röntgenologische Untersuchung der weiblichen Brust). In Form einer Reihenuntersuchung (Screening) wird die Mammographie bereits seit Jahren zur vorbeugenden Früherkennung von Brustkrebs eingesetzt. CAD ist hier vor allem in den USA und den Niederlanden etabliert und dient dem Diagnostiker als Zweitmeinung zur menschlichen Auswertung. Im Rahmen eines Forschungsprojektes an der Universität von Chicago ist das erste CAD System für die Mammographie entwickelt worden. Es wird heute von der Firma R2 kommerziell angeboten. Es existieren auch Verfahren zur Auswertung MRT-basierter Mammographie (Magnetresonanztomographie).

### Lungenkrebs (Bronchialkarzinom)
Als Goldstandard in der Lungenkrebsdiagnostik hat sich die Computertomographie mit speziellen 3-dimensionalen CAD-Systemen etabliert. Hierbei wird ein volumetrischer Datensatz aus bis zu 3.000 Einzelaufnahmen aufbereitet und analysiert. Rundherde (Lungenkrebs, Metastasen und gutartige Veränderungen) ab 1 mm lassen sich detektieren. Alle großen Hersteller von Medizinsystemen bieten heute entsprechende Lösungen an.

### Diabetische Retinopathie
In der Diabetologie empfehlen Leitlinien das regelmäßige Screening auf die Diabetische Retinopathie (DR), welche im Extremfall zur Erblindung führen kann. Das geschieht i. d. R. durch Augenärzte, die in Mydriasis („Weit-tropfen“) die Retina mit dem Augenspiegel begutachten. Fotografien des Augenhintergrund (Fundusfotographien der Retina) können auch von Ferne mit speziell darauf trainierten Convolutional Neuronales Netzwerken begutachtet werden, was den Besuch eines Augenarztes zum Screening entbehrlich macht.
Ein Neuronales Netz von Digital Diagnostics (USA) wurde mit 128 Fundusfotographien, welche von 54 Augenärzten begutachtet wurden, trainiert. Eine Bewertung von 10 000 Fundusfotografien von 5000 Patienten führte in einer Studie zu einer AUC von 0,99 zur Erkennung der diabetischen. Retinopathie (drei Schweregrade) und des Makulaödems, wobei das Urteil von sieben Ophthalmologen als Vergleich herangezogen wurde.
In einer weiteren Studie der Fa. EYENUK fand sich eine Sensitivität (s. u.) von fast 90 % ohne Mydriasis, welche sich mit Mydriasis leicht verbessert (auf 93 %). Die Spezifität lag bei 92 % (90 %).
Eine Kosten-Wirksamkeits-Analyse mehrerer System erbrachte bei zwei Systemen Kosteneinsparungen für das Gesundheitssystem gegenüber herkömmlichen Methoden des Screenings.

## Sensitivität und Spezifität
CAD Systeme sollen auffällige Strukturen zuverlässig markieren. Dennoch können heutige CAD Systeme krankhafte Veränderungen nicht zu 100 % erkennen. Die Trefferquote (Sensitivität) liegt je nach System und Applikation bei bis zu 90 %.
Ein richtiger Treffer wird als Richtig Positiv (True Positive, TP) bezeichnet. Gleichzeitig werden auch gesunde Bereiche markiert, die als Falsch Positiv (False Positive, FP) bezeichnet werden. Je weniger FP angezeigt werden, desto höher ist die Spezifität. Eine zu geringe Spezifität vermindert die Akzeptanz eines CAD Systems, da diese falschen Treffer vom Radiologen jedes Mal individuell identifiziert werden müssen. Die FP-Rate auf Lungenübersichtsaufnahmen (CAD Chest) konnte bereits auf ca. 2 pro Untersuchung reduziert werden. In anderen Bereichen (z. B. CT Lungenuntersuchungen) kann sie 25 und mehr betragen.

## Absolute Erkennungsrate
Wichtiger als Sensitivität und Spezifität ist die absolute Erkennungsrate des Radiologen. Je nach Erfahrung, Ausbildung und Anwendung können CAD Systeme helfen, die Erkennungsrate zu steigern. In der Mammographie beträgt die Steigerung im Schnitt 20–30 %. Die Früherkennung von Lungenrundherden kann um mehr als 50 % angehoben werden.
Generell können Studienergebnisse zur Sensitivität, Spezifität und der absoluten Erkennungsrate stark variieren. Die Ergebnisse sind jeweils von den gegebenen Rahmenbedingungen abhängig und müssen im Einzelfall bewertet werden.
Folgende Faktoren üben einen großen Einfluss aus:
- Retrospektives oder prospektives Studiendesign
- Qualität des verwendeten Bildmaterials
- Aufnahmebedingung der Röntgenbilder
- Erfahrung und Ausbildung des Betrachters/Radiologen
- Art der Erkrankung/Tumors
- betrachtete Tumorgröße

## Methodik
CAD basiert im Wesentlichen auf hochkomplexer Mustererkennung. Röntgenbilder werden nach auffälligen Strukturen durchsucht. In der Regel werden einige tausend Bilder zur Optimierung des Algorithmus benötigt. Digitale Bilddaten werden im DICOM-Format an einen CAD Server übertragen und in mehreren Schritten bearbeitet und analysiert.
1. Vorprozessierung zur
- Reduktion von Artefakten (Bildfehlern)
- Verminderung des Bildrauschens
- Nivellierung der Bildqualität um die unterschiedlichen Bedingungen, unter denen das Bild erzeugt wurde auszugleichen, z. B. verschiedene Aufnahmeparameter.

2. Segmentierung zur
- Abgrenzung der unterschiedlichen Strukturen innerhalb des Bildes, z. B. Herz, Lunge, Rippen, mögliche Rundherde
- Abgleichung mit anatomischen Datenbanken

3. Struktur-/ROI(Region of Interest)-Analyse
Jede erkannte Region wird individuell auf spezielle Charakteristika analysiert. Diese sind u. a.
- Kompaktheit
- Form, Größe und Lage
- Bezug zu benachbarten Strukturen/ROIs
- Durchschnittliche Grauwertverteilung innerhalb der ROI
- Verhältnis der Grauwerte innerhalb der ROI zum Rand der Struktur

4. Bewertung/Klassifikation
Nach der Strukturanalyse wird jede ROI individuell bewertet (Scoring) um somit die Wahrscheinlichkeit für einen richtig positiven Treffer festzulegen. Verfahren hierzu sind:
- Künstliches neuronales Netz (KNN)
- minimum distance classifier
- Cascade Classifier
- Bayes-Filter
- Multilayer perception
- Radial basis function network (RBF)
- SVM

Haben die gefundenen Strukturen einen bestimmten Schwellenwert erreicht, werden diese im Bild für den Radiologen markiert. Je nach CAD System werden alle Markierungen dauerhaft dokumentiert (gespeichert) oder nur temporär. Letzteres hat den Vorteil, dass nur die vom Radiologen bestätigten Markierungen gespeichert werden. Falsche Treffer sollten nicht dokumentiert werden, da dies die spätere Betrachtung der Bilddaten erschweren kann.